# Hilarie Burton
Hilarie Ros Burton-Morgan (Sterling, 1º luglio 1982) è un'attrice statunitense.
Hilarie è conosciuta per il suo ruolo di Peyton Sawyer nella serie televisiva One Tree Hill  di The CW (inizialmente della The WB).

## Biografia
Hilarie Burton è nata a Sterling, Virginia da Bill e Lisa Burton, ha tre fratelli minori (Billy, John e Conrad) e una sorella maggiore, Natalie. Si è trasferita a New York dove ha frequentato contemporaneamente la New York University e la Fordham University. Durante le riprese di One Tree Hill la Burton ha vissuto stabilmente a Wilmington, nella Carolina del Nord, dove il serial veniva girato.
È stata sposata con l'aiuto regista di One Tree Hill, Ian Prange. Nel 2009, grazie a Jensen Ackles, amico di entrambi, inizia a frequentare l'attore Jeffrey Dean Morgan, che ha sedici anni più di lei. Successivamente, nel Marzo del 2010, Burton e Morgan danno il benvenuto al loro primo figlio, Gus Dean Morgan. Il 16 Febbraio, 2018 Hilarie ha dato alla luce la loro seconda figlia, George Virginia Morgan. Il 5 Ottobre 2019, dopo dieci anni insieme i due si sono sposati in una cerimonia privata. La cerimonia è stata celebrata dell'amico della coppia ed ex collega di Morgan, nella serie Supernatural, Jensen Ackles. 

### Carriera
Prima di ottenere il ruolo in One Tree Hill Hilarie ha lavorato come veejay per il programma televisivo Total Request Live su MTV. Inizialmente era solo un'occasionale commentatrice ma in seguito il produttore le offrì il lavoro permanente. Hilarie è apparsa nella serie televisiva Dawson's Creek. 
Ha sostenuto anche il provino per il ruolo della figlia del coach nel film Radio ma non ha ottenuto la parte.
A Wilmington ha fondato una sua casa di produzione: la Southern Gothic Production (SoGoPro). L'attrice, che nasce come VJ, si è unita recentemente al cast della seconda serie di White Collar, crime-drama trasmesso da USA Network, nei panni di Sara Ellis, un'investigatrice assicurativa che resta coinvolta insieme a Neal Caffrey, famoso ladro, in alcuni affari concernenti la sfera privata di entrambi.
Nel 2013 ha preso parte ad alcuni episodi di Grey's anatomy come guest star. E sempre come guest è comparsa in Hostages (2013), in Forever (2014) e in Extant (2015). 
Nel 2016 ha vestito i panni dell'Agente della DEA, Karen Palmer, nello show Lethal Weapon, in cui appare per alcuni episodi nella prima e seconda stagione.

## Filmografia

### Cinema
- Our Very Own, regia di Cameron Watson (2005)
- The List, regia di Gary Wheeler (2007)
- Normal Adolescent Behavior, regia di Beth Schacter (2007)
- Solstice, regia di Daniel Myrick (2008)
- La vita segreta delle api (The Secret Life of Bees), regia di Gina Prince-Bythewood (2008)
- The True-Love Tale of Boyfriend & Girlfriend, regia di Nicholas Gray (2009) - cortometraggio
- Bloodworth - Provincie della notte (Provinces of Night), regia di Shane Dax Taylor (2010)
- Black Eyed Dog, regia di Erica Dunton (2014)
- Good Ol' Boy, regia di Frank Lotito (2015)

### Televisione
- Dawson's Creek - serie TV, episodio 5x19 (2002)
- One Tree Hill - serie TV, 130 episodi (2003-2009)
- Little Britain USA - serie TV, episodio 1x06 (2008)
- White Collar - serie TV, 25 episodi (2010-2013)
- Castle - serie TV, episodio 4x13 (2012)
- La lista di Babbo Natale (Naughty or Nice), regia di David Mackay – film TV (2012)
- Grey's Anatomy - serie TV, episodi 9x22-9x23-9x24 (2013)
- Hostages - serie TV, 4 episodi (2013)
- Christmas on the Bayou, regia di Leslie Hope – film TV (2013)
- Forever - serie TV, episodi 1x08-1x16 (2014-2015)
- Sorpresi dall'amore (Surprised by Love), regia di Robert Iscove – film TV (2015)
- Extant - serie TV, 6 episodi (2015)
- Un amore di renna (Last Chance for Christmas), regia di Gary Yates – film TV (2015)
- Togetherness - serie TV, episodio 2x03 (2016)
- Vacanza d'amore (Summer Villa), regia di Pat Kiely – film TV (2016)
- Lethal Weapon - serie TV, 6 episodi (2016-2017)
- The Christmas Contract, regia di Monika Mitchell - film TV (2018)
- La scatola dei desideri (A Christmas Wish), regia di Emily Moss Wilson - film TV (2019)
- Council of Dads – serie TV, 6 episodi (2020)
- Bridgewater - podcast, episodi 1x04-1x08-1x09 (2021)
- The Walking Dead – serie TV, episodi 10x22-11x23 (2021-2022)
- Good Sam - serie TV, episodio 1x08 (2022)
- The Walking Dead: Dead City – serie TV, episodio 2x07 (2025)

### Altri lavori
- Apparsa nel video di Jack's Mannequin, "The Mixed Tape" [seconda versione] (2006)

## Doppiatrici italiane
Nelle versioni in italiano delle opere in cui ha recitato, Hilarie Burton è stata doppiata da:
- Domitilla D'Amico in One Tree Hill, Castle, Sorpresi dall'amore
- Tiziana Avarista in White Collar, The Walking Dead
- Emanuela Damasio in Vacanza d'amore
- Claudia Catani in Grey's Anatomy
- Roberta Pellini in Lethal Weapon
- Sabrina Duranti in Hostages
- Perla Liberatori in Forever
- Letizia Scifoni in Solstice
- Chiara Gioncardi in Council of Dads

## Premi
| Anno | Gruppo                 | Award                                      | Vinto? | Film/Sohw TV  | Note |
| ---- | ---------------------- | ------------------------------------------ | ------ | ------------- | ---- |
| 2004 | Teen Choice Awards     | Choice Breakout TV Star - Female           | no     | One Tree Hill |      |
| 2004 | Teen Choice Awards     | Choice TV Actress - Drama/Action Adventure | no     | One Tree Hill |      |
| 2005 | Teen Choice Awards     | Choice TV Actress: Drama                   | no     | One Tree Hill |      |
| 2006 | Sarasota Film Festival | Outstanding Ensemble Acting                | si     | Our Very Own  |      |